# Amfiteri
Els amfiteris (Amphitherium) són un gènere extint de mamífers primitius que visqueren durant el Juràssic mitjà en allò que avui en dia és el Regne Unit. Se n'han trobat restes fòssils a la formació de Forest Marble i la formació calcària de Taynton. Un estudi filogenètic publicat el 2018 els situa com a tàxon germà de Palaeoxonodon. A. prevostii fou un dels primers mamífers mesozoics a ser descrits.